# Берлински протокол
Берлинският протокол е договор, подписан на 25 септември 1918 година в Берлин между представители на Царство България, Германия, Австро-Унгария и Османската империя, с който цяла Северна Добруджа се предава на Царство България.
През 1917 година в хода на Първата световна война Румъния е разгромена. Съгласно Букурещкия договор (1918) в границите на България е върната само Южна Добруджа, докато северната част на областта формално става кондоминиум на Централните сили. Това разклаща позициите на правителството на Васил Радославов.
Берлинският протокол е последен опит от страна на Германия да задържи Царство България като воюваща страна след пробива при Добро поле.
С Ньойския договор цяла Добруджа е предадена на Румъния.
- Берлински протокол